# 庫利昂療養所
庫利昂療養所（英語：Culion Leper Colony）是全世界最大的漢生病聚落，位於菲律賓巴拉望省庫利昂島(Culion Island)，療養所建於1906年。
1898年美國占領菲律賓，當時菲律賓約有3,500-4,000個漢生病病例，為了管理這些患者，於1901年開始計畫興建療養所，並選定庫利昂島為興建地。
1906年3月16日第一位被指派到庫利昂島的神父抵達，5月25日4位擔任醫護工作的修女抵達，同月27日，第一批病患入住庫利昂療養院，共370人，第二批病人於同年7月4日抵達，第一年共有802位病患入住。成立25年後，共有16,138名病患，也使庫利昂療養所成為全世界最大的漢生病聚落。
1942年4月，菲律賓遭受日本攻擊，日本占領菲律賓期間，禁止島上的痲瘋病患離島，病患的食物來源因此斷絕，許多人也因為藥物缺乏而死亡，光在1942年，就有691人死亡。1947年，治療痲瘋病的藥物碸（sulfone）被引進庫利昂。
1987年後，庫利昂島的病患病情受到控制，在世界衛生組織的鼓勵下，有人建議將庫利昂升格為市，1995年，庫利昂選出了第一任市長。